# Mord an Peter Falkenberg und Hildegard Wassing
Am 7. Februar 1956 ereignete sich in der Nähe von Düsseldorf der Mord an Peter Falkenberg und Hildegard Wassing. Schnell wurde ein Tatverdächtiger gefunden und inhaftiert. Seinen Unschuldsbeteuerungen wurde nicht geglaubt, da laut einer Blutgruppenuntersuchung eine in seinem Wagen aufgefundene Blutspur mit der eines der Opfer übereinstimmte. Seine Beteuerungen, dass dieses Blut dem Dackel seiner Freundin entstammte, wurden von einem gerichtsmedizinischen Institut wissenschaftlich begründet widerlegt. Erst die weiteren Untersuchungen der Blutspuren in einem anderen Institut, wogegen sich das erste sträubte, bewiesen seine Unschuld. Der Fall wurde nie aufgeklärt.

## Tathergang und Ermittlungen
Hildegard Wassing (23) stieg am 7. Februar 1956 zu Peter Falkenberg (27) in einen Mercedes 170 S, den er als Angestellter eines Ministeriums fuhr. Am 8. Februar meldete Hildegard Wassings Mutter ihre Tochter als vermisst, ebenso meldete der Ministerialbeamte Dreyfuß seinen Fahrer und seinen Dienstwagen mit dem Kennzeichen R 209-448 als vermisst. Kurz danach wurde der Mercedes in der Nähe des Düsseldorfer Hauptbahnhofes gefunden und darin Blutspuren sichergestellt. Zu der Zeit gab es zwei weitere unaufgeklärte Morde an Liebespaaren in Kraftfahrzeugen, weshalb die Polizei bei der Fahndung unter starkem Erfolgsdruck stand. Am 9. Februar wurden in einem noch brennenden Strohschober auf einem Feld am linken Niederrhein außerhalb von Lank-Ilverich die verbrannten Reste von Hildegard Wassing und Peter Falkenberg gefunden. Die Obduktion der Leichen ergab, dass der Mann angeschossen und anschließend wie die Frau erschlagen worden war.
Die Polizei suchte für die Verbrechen nach einem „Sonderling“ und ermittelte schließlich den 25 Jahre alten Reisevertreter Erich von der Leyen aus Meerbusch-Büderich als Tatverdächtigen. Dieser galt als Einzelgänger und hatte für den Tatzeitpunkt kein Alibi; sein Fahrtenbuch wies zudem Manipulationen auf. Auf den Schonbezügen seines Autos wurden Blutspuren sichergestellt, ebenfalls auf einer seiner Jacken und einem Mantel. Seine Begründung dafür, dass dieses Blut von kürzlich geschlachtetem und von ihm transportiertem Geflügel herrühren könne, wurde als Schutzbehauptung abgetan. Das Gerichtsmedizinische Institut in Düsseldorf unter der Leitung des Professors Kurt Böhmer erklärte das Blut zu Menschenblut und bestimmte die Blutgruppen.
Erich von der Leyen wurde daraufhin festgenommen, bestritt die Tat aber in zahllosen Verhören. Er vermutete später, dass das Blut vom läufigen Dackel seiner Freundin stamme. Diese bestätigte die Läufigkeit ihrer Hündin zum Tatzeitpunkt.
Jedoch bestätigte Böhmer auf Nachfrage ausdrücklich, dass die sichergestellten Blutspuren auf den Schonbezügen von Menschen stammten und der Blutgruppe A und B zugeordnet werden konnten. Von der Leyen selbst hatte die Blutgruppe A2 und schied damit als Verursacher aus, allerdings hatte das Opfer Peter Falkenberg Blutgruppe B gehabt. Von ihm konnten somit die Blutspuren stammen. Auch zu den Opfern eines weiteren Liebespaarmordes im Herbst des Vorjahres passten die ermittelten Blutgruppen. Erich von der Leyen leugnete aber weiterhin jede Tatbeteiligung.
An dieser Stelle beschaffte der ermittelnde Kriminaldirektor Wehner Dackelblut und ließ es vom Gerichtsmedizinischen Institut untersuchen. Dieses meldete zurück, dass die vorgeblich menschliche Blutprobe wohl verunreinigt sei und man für die Untersuchung eine weitere abnehmen solle. Wehner erkannte so die Fehleranfälligkeit der Untersuchungsverfahrens, mit dem es offenbar nicht möglich war, Dackel- und Menschenblut zu unterscheiden, und forderte das Institut zur sofortigen Herausgabe aller Proben auf, was dieses ablehnte. Erst nach längerem juristischem Tauziehen kam die Herausgabe zustande. Die mit der erneuten Prüfung beauftragte Biologische Abteilung des Bundeskriminalamtes in Wiesbaden unter der Leitung von Otto Martin erklärte das Blut schon anhand der offensichtlichen glykogenhaltigen Epithelzellen zum Menstrualblut. Weitere Untersuchungen zeigten sehr schnell, dass es sich um Hundeblut handelte. Dass dieses auch Blutgruppen aufweist, ist zwar richtig, aber für diesen Fall völlig bedeutungslos.
Erich von der Leyen wurde freigelassen. Das Institut von Böhmer reagierte jedoch hochgradig verärgert. Genau wie im Kälberstrickfall wurde jede Verantwortung zurückgewiesen und das Überprüfen gerichtsmedizinischer Entscheidungen der Professoren strikt abgelehnt. Böhmer ließ sogar schriftlich bezüglich der Überprüfung der Analyse seines Instituts mitteilen „Denn wenn man dies zugibt, dann muß man von vornherein zugeben, daß einem Ordinarius für gerichtliche Medizin Fehler unterlaufen können, die der Nachprüfung zugänglich sein könnten. Ich bin aber der Ansicht, daß dies bei uns gar nicht der Fall sein kann und daß man daher das Ansinnen, einem Ordinarius der gerichtlichen Medizin nachzuweisen, daß er sich geirrt habe, zurückweisen müßte“.
Letztlich wurde der Fall nie aufgeklärt, da die Polizei sich zunächst sicher war, den Täter ermittelt zu haben, und bei dessen Festnahme weitere Untersuchungen nach anderen möglichen Tätern eingestellt hatte. Als dessen Unschuld erwiesen war, waren alle anderen Spuren erkaltet. Kurze Zeit später konnten Täter für einen der Liebespaarmorde ermittelt und verurteilt werden. Jedoch gelang es nicht, ihnen auch den Mord an Hildegard Wassing und Peter Falkenberg nachzuweisen.